# Mihai Trăistariu
Mihai Trăistariu (ur. 16 grudnia 1979 w Piatra Neamț) – rumuński piosenkarz, z wykształcenia matematyk.
Cechuje go rzadka dla mężczyzn skala głosu, obejmująca 5 i 1/3 oktawy.

## Kariera
W wieku siedmiu lat zaczął uczyć się gry na fortepianie, naukę kontynuował przez kolejne dziesięć lat. W latach 1998–2004 należał do zespołu Valahia, z którym wydał sześć albumów studyjnych i jedenaście singli.
W 2004 rozpoczął karierę solową, ma na koncie osiem albumów studyjnych. Dziewięciokrotnie startował w krajowych eliminacjach do Konkursu Piosenki Eurowizji (2000, 2002–2006, 2016–2018). W maju 2006, reprezentując Rumunię z utworem „Tornero”, zajął czwarte miejsce w finale 51. Konkursu Piosenki Eurowizji w Atenach.
W 2018 został finalistą 13. edycji programu Te cunosc de undeva! w telewizji Antena 1.